# Антиномија
Антиномија (грч.  — „сукоб разумских начела”) је дијалектичко исказивање у виду двеју тврдњи, супротних с рационалне тачке гледишта, али истинитих и једнаких за веру, које треба да се узајамно потврђују као исправне. На пример, истоветност (јединство) и различитост Свете Тројице. Антиномија је контрадикторна пропозиција с логичке тачке гледишта, али није ирационална.

## Антиномија у теологији
У теологији, антиномија указује на несаображеност формалне дефиниције и тајне Истине која је у Богу, а употребљава се да би се избегао концептуални рационализам, односно исцрпљивање трансцендентног концепта вере у формално рационалним дефиницијама.
Теологија је антиномична, али то не значи да је антиконцептуална, то јест против филозофских концепата. Свака догматска дефиниција има два пола, подобно двама неодвојивим аспектима религијске истине; отуда антиномички и дијалектички карактер догме.
Антиномија као теолошка метода износи на видело следеће: необухвативост Бога, ипостасни и динамички карактер Његове суштине, која се не може обухватити, нити свести у рационалне термине или појмове; садржај вере, тј. тајну божанске Истине, која се не може исцрпити у формалним дефиницијама; ограниченост концептуалног речника, који не може адекватно да искаже пуноћу откривене истине.
Антиномија се примењује на учење о Богу, на суштинско јединство Свете Тројице у различитости ипостаси, у дијалектици између суштине и енергије, као и на друге догмате вере. На пример: Бог је суштина изнад суштине; остаје, наиме, тајанствен у Своме откривању. Потврђује се, дакле, одједном да је Бог неприступачан и непогрешив, неучествујући по Својој суштини, па ипак присутан по својим делањима или енергијама. Он је творац у времену, улази лично у историју, допушта да се свети Њиме причешћују по благодати. Он учествује на неучествујући начин; видљив је на невидљив начин; схватан на непознатив начин; креће се, али је непокретан; доводи у егзистенцију, али није доведен у егзистенцију и не постаје. Тако се може рећи: „У извесном погледу Бог и оно што је божанско могу се познати; у другом погледу не могу се познати. Може се познати кроз оно што је око Њега; али се не може познати у ономе што је Он сам.“ (Свети Максим Исповедник, Главе о љубави, IV, 7).